# Telegono
Telegono (in greco antico: Τηλέγονος?, Tēlégonos il cui nome significa «nato lontano», con riferimento alla lontananza dal padre) è un personaggio della mitologia greca ed è il protagonista del secondo episodio della Telegonia, un poema che conclude il ciclo troiano a oggi andato perduto.

## Genealogia
Era figlio di Odisseo, concepito durante i dieci anni di peregrinazioni successive alla guerra di Troia, mentre sua madre è indicata prevalentemente come la maga Circe, ma occasionalmente come la ninfa Calipso.

## Mitologia

### Telegonia
Telegono, saputo dalla madre Circe (che lo aveva rivelato al giovane dietro consiglio di Atena) di essere figlio di Odisseo e volendo conoscere il padre, s'imbarcò alla sua ricerca. Gettato dalla tempesta a Itaca e credendo che fosse l'isola di Corcira, per sfamare l'equipaggio si diede a saccheggiare il paese e a razziare una parte del bestiame appartenente al re. 
Odisseo così intervenne a difendere i suoi beni, ma Telegono lo uccise accidentalmente sulla riva del mare con una bellissima lancia, che sulla punta aveva il pungiglione velenoso di un trigone (le cui ferite possono essere mortali) forgiata dal dio Efesto. Odisseo morente, ricordando la predizione di Tiresia, si fece condurre davanti lo straniero e così ebbe la spiegazione del tragico evento.
Atena, accorsa inutilmente in aiuto del suo protetto, non poté fare altro che confortarlo e convincerlo ad arrendersi ai voleri del Fato.
Telegono riconosciuto il padre, lo pianse a lungo e tornò da Circe insieme a Penelope, sposa di Odisseo, e a Telemaco, loro figlio, portandosi dietro il cadavere di Odisseo che fu sepolto a Eea. Circe rese immortali suo figlio e gli ospiti.
Telegono sposò poi Penelope e Circe Telemaco. Apollodoro in aggiunta rammenta che "la dea dalle belle trecce" mandò suo figlio e la sua sposa a vivere nelle isole Fortunate. La leggenda ubbidisce alla predizione che Tiresia, nell'Odissea, aveva fatto all'eroe, e che diceva che dal mare gli sarebbe venuta la morte.

### Odysseus Acanthoplex
In una tragedia ormai perduta di Sofocle, detta Odysseus acanthoplex (in greco classico: Ὀδυσσεὺς ἀκανθοπλήξ, Odysseus Akanthoplēx, "Odisseo punto dalla spina"), si racconta che un oracolo predisse a Odisseo che sarebbe morto per mano di suo figlio, così allontanò Telemaco da Itaca. Quando Telegono arrivò sull'isola, venne fermato da suo padre e scambiato per Telemaco, Odisseo si difese e nello scontro che ne scaturì fu ferito dalla lancia velenosa di Telegono. 
La tragedia racconta anche le nozze tra Telegono e Penelope e di Telemaco e Circe dopo la morte di Odisseo.

### Telegono nella mitologia italica e romana
Ulteriori elementi fornisce Igino, mitografo romano, secondo cui per ordine di Minerva Telegono portò Penelope e Telemaco con sé, e sempre per ordine della dea si sarebbero celebrate le doppie nozze. Il nome di Telegono è anche connesso con le leggende italiche, in quanto, sposata Penelope, Telegono avrebbe avuto un figlio, Italo, l'eroe eponimo dell'Italia. All'eroe è anche attribuita la fondazione di Tusculo (oggi Monte Porzio Catone) e di Preneste (Palestrina).